# José Caetano Rodrigues Horta
José Caetano Rodrigues Horta (Simão Pereira, 25 de abril de 1825 — Juiz de Fora, 26 de setembro de 1900), foi um latifundiário e político brasileiro. Primeiro e único Barão e depois Visconde de Itatiaia, foi Coronel da Guarda Nacional e Oficial da Imperial Ordem da Rosa.

## Biografia
Nasceu na freguesia de Simão Pereira, então subordinada a Juiz de Fora, Minas Gerais. Filho do coronel José Caetano Rodrigues Horta e de Maria José de Abreu e Melo. Neto paterno de outro José Caetano Rodrigues Horta e de Bárbara Eufrosina Rolim de Moura e materno de João José do Vale Amado e de Francisca Claudina de Abreu e Melo. Pelo lado paterno, era ainda primo-irmão de Luís Eugênio Horta Barbosa, que seguiu carreira política.
Era proprietário da Fazenda Paciência, em Matias Barbosa. Foi casado com Flora Barbosa da Silva, com quem teve quatro filhos: José Caetano Rodrigues Horta,[carece de fontes?], Júlio Rodrigues Horta,  Maria Eugênia Parreiras Horta e Flora Horta Pinto Monteiro.
Barão por decreto de 19 de julho de 1879. Visconde por decreto de 3 de agosto de 1889.
Seu corpo foi sepultado no Cemitério Municipal de Juiz de Fora.